# آنا كولينز
آنا كولينز (بالإنجليزية: Anna Margaret Collins)‏ (و. 1996 – م) هي مغنية، وعارضة، وممثلة، من الولايات المتحدة الأمريكية، ولدت في ليكومبت.

## وصلات خارجية
- آنا كولينز على موقع IMDb (الإنجليزية)
- آنا كولينز على موقع ميوزك برينز (الإنجليزية)
- آنا كولينز على موقع أول ميوزيك (الإنجليزية)
- آنا كولينز على موقع ديسكوغز (الإنجليزية)
- آنا كولينز على موقع قاعدة بيانات الفيلم (الإنجليزية)